# García de Pareja

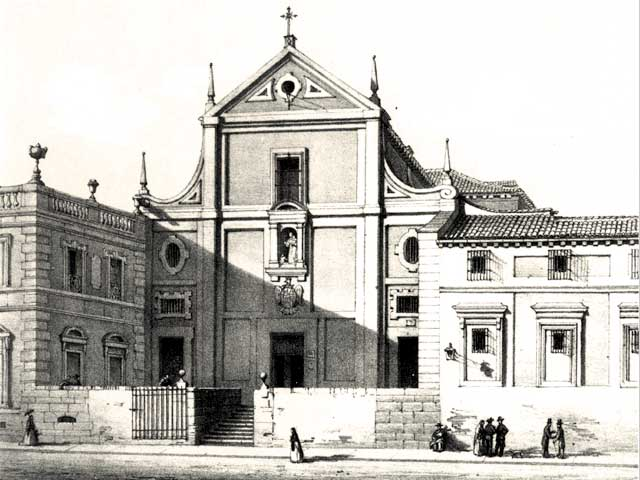
Iglesia del convento de San Antonio en Madrid en que García de Pareja recibió el hábito de caballero de la orden de Santiago, de manos de su protector el duque de Lerma.

García de Pareja y Velarde (Sevilla, siglo XVI-después del 29 de noviembre de 1653) fue un noble español del siglo XVII, favorito de Francisco Gómez de Sandoval, duque de Lerma, valido de Felipe III.

## Biografía
Nació en Sevilla, hijo de García de Pareja e Illanes, caballero de la orden de Montesa. Tuvo otro hermano de este padre, don Diego de Pareja, también caballero de Montesay que era corregidor de Salamanca en 1605. Por parte de su padre, descendía de un linaje de Uclés. Su nacimiento en Sevilla se debió a que en ese momento su padre se encontraba al servicio del cardenal Rodrigo de Castro, que murió en 1600.
En febrero de 1608, estuvo preso en casa de su padre en Madrid, por orden del rey, García de Toledo, III duque de Fernandina tras haber matado a Rodrigo Girón hijo de Gaspar Girón en la noche del 28 de enero de 1608.Además su padre fue gentilhombre de Felipe III y en 1617, su embajador cerca de su cuñado el archiduque Alberto, soberano de los Países Bajos.
Hacia mediados de la década de 1610 formó parte de un nuevo grupo de colaboradores, cercanos al duque de Lerma, junto con el confesor de este, el jesuita, Friedrich Helder o el VII conde de Lemos, sobrino de Lerma.
Este grupo surgió en detrimento del grupo más antiguo existente en el entorno de Lerma, personificado en Rodrigo Calderón.
García de Pareja nunca goza de la influencia política de que gozaban los anteriores privados de Lerma. Según Martínez Hernández, esta falta de influencia se debía a la confianza que Uceda (hijo de Lerma que sería sucesor de este en el valimiento) y el confesor de Felipe III, fray Luis de Aliaga, ejercían sobre el monarca.
El año de 1616 marcó el cenit de su confianza con Lerma, llegando a asegurar este que Garcia sería el báculo de su vejez. Le fue concedido el hábito de Santiago en ese año. El encargado de darle el hábito fue el propio duque de Lerma en la iglesia del convento de capuchinos de la corte (también patronazgo de Lerma). Este acto contó con una extraordinaria asistencia de títulos y señores de la corte.

Su confianza con Lerma levantó rumores de todo tipo, por ejemplo, materializados en el pasquín que alguien deslizó en la puerta de Lerma en el Real Alcázar de Madrid en el que se leía la palabra Puto, según el testimonio de Flavio Atti, agente del Duque de Parma (Ranuccio I Farnesio) en la corte madrileña.Por su parte el embajador de Fernando I de Toscana, el conde Orso d'Elci, describió a García de Pareja como:
cavaliero assai ordinario

un caballero bastante ordinario
También fue gentilhombre de Felipe III. En 1617, su embajador cerca de su sobrino y yerno el archiduque Alberto, soberano de los Países Bajos. En 1630 fue junto a fray Alonso Muñoz Castellanos, informante en las pruebas para el ingreso en la Orden de Santiago de Diego de Tovar y de Ribera, natural de Segovia.
Tras el retiro de Lerma de la corte, pasó a un segundo plano del panorama político. El 4 de septiembre de 1631 le fue dada la encomienda de que gozaba anteriormente don Martín de Aróstegui. Se trataba de la encomienda de San Coloido (en realidad, San Calogero) en Sicilia.
Otorgó testamento el 29 de noviembre de 1653 por lo que falleció después de esta fecha. Fue enterrado en una capilla del Monasterio de Uclés, de la orden de Santiago en la localidad homónima de la actual provincia de Cuenca.

### Individuales
1. ↑  Ceballos-Escalera Gila, Alfonso (Abril de 2021). «LOS VIZCONDES DE PALAZUELOS ENTRE SEGOVIA, GUADALAJARA, TOLEDO Y MADRID». Cuadernos de Ayala (86): 8.
2. ↑  Borreguero Zuloaga, Margarita; Octavio de Toledo y Huerta, Álvaro S. (2007). «Presencia y función de los encapsuladores en las crónicas periodísticas del s. XVII». Philologia Hispalensis (21): 119-153. doi:10.12795/PH.2007.v21.i01.07. Consultado el 5 de mayo de 2023.
3. ↑  Cabrera de Córdoba, Luis (1857). «De Madrid, 16 de febrero de 1608». Relaciones de las cosas sucedidas en la corte de España desde 1599 hasta 1614. Imprenta de J. Martín Alegria. pp. 330-331. Consultado el 1 de junio de 2024.
4. 1 2  Linares González, Hector (2020). «From servant to knight: social promotion and patronage in the Duke of Lerma’s household, 1598-1618». Poder y privilegio en la sociedad moderna: actores, medios, fines y circunstancias. Siglos XVI-XVIII, 2020, ISBN 978-88-5509-214-2, págs. 169-202 (Palermo University Press): 169-202. ISBN 978-88-5509-214-2. Consultado el 6 de junio de 2024.
5. ↑  «Expediente para la concesión del título de caballero de la orden de Santiago a García de Pareja». Portal de Archivos Españoles. Abril de 1616.
6. 1 2  Linares González, Hector (2020). «La segunda llave dorada: caballeros de hábito y comendadores de las caballerías de Castilla en los oficios de la Casa de Felipe III». Atalanta: Revista de las Letras Barrocas 8 (1): 36-102. ISSN 2340-1176. Consultado el 12 de septiembre de 2023.
7. ↑  Martínez Hernández, 2009, p. 187.
8. 1 2  García García, Bernardo José (1997). «Honra, desengaño y condena de una privanza: la retirada de la Corte del Cardenal Duque de Lerma». Disidencias y exilios en la España moderna: Actas de la IV Reunión Científica de la Asociación Española de Historia Moderna. Alicante. 27-30 de mayo de 1996,  Vol. 1, 1997 (Monarquía, Imperio y pueblos en la España Moderna / coord. por Pablo Fernández Albaladejo), ISBN 84-7908-371-9, págs. 679-696 (Servicio de Publicaciones): 679-696. ISBN 978-84-7908-370-0. doi:10.20350/digitalCSIC/11065. Consultado el 1 de junio de 2024.
9. ↑  Larios Martín, Jesús (1959). «477. - Tovar y de Rivera Pedraza y Rivera (Diego de).». Nobiliario de Segovia. Segovia: Instituto Diego de Colmenares, Consejo Superior de Investigaciones Científicas. p. 91.
10. ↑  Villabianca, Francesco Maria Emanuele e Gaetani. marqués de (1759). Della Sicilia nobile. (en italiano). Santi Apostoli. Consultado el 6 de junio de 2024.
11. ↑  Legorburu Faus, Elena. «Martín de Aróstegui y Zazo». Diccionario biográfico español. Real Academia de la Historia. Consultado el 5 de mayo de 2023.
12. ↑  Gascón de Torquemada, Gerónimo (1991). «Abril de 1631». Gaçeta y nuevas de la Corte de España desde el año 1600 en adelante. RAMHG. ISBN 978-84-600-7855-5. Consultado el 5 de mayo de 2023.
13. ↑  «Uclés. Linajes, mayorazgos y blasones». Revista de historia y de genealogía española: Volume 2 II (4). 15 de abril de 1913. Consultado el 6 de junio de 2024.